# 臺灣省文獻委員會
臺灣省文獻委員會，為中華民國臺灣省政府設立之修志及審查的機構，為國史館臺灣文獻館的前身，以其保存了大量日本殖民臺灣及戰後省政府的檔案孤本，具極高研究價值。

## 沿革
臺灣省政府考量到地方歷史文獻對國家民族的認知與發展具極大效果，於1948年6月1日成立臺灣省通志館，專責辦理臺灣省通志的纂修；1949年7月改組為臺灣省文獻委員會，負責臺灣省文獻史料的採集、整理、典藏、文獻書刊之出版及史志的纂修；1958年配合組織調整，改隸民政廳；又1997年7月改隸文化處；1999年7月因臺灣省政府業務功能與組織調整，改隸屬於臺灣省政府；2002年1月1日改隸國史館，更名為「國史館臺灣文獻館」。

### 背景
1929年中華民國內政部頒布「修志事例概要」，令各省修志，至1946年中華民國政府接收臺灣，雖政府重新公布修志辦法，也頒佈文獻委員會規程，但因當時臺灣行政長官公署忙於接收與遣返日人，反而是地方人士主導修志。1946年11月臺北縣縣長陸桂祥邀集黃純青、楊雲萍等臺籍菁英20餘人，召開「臺北縣修志委員會會議」，卻因人力與財力不足，資料又被大火燒毀而撤銷。1947年2月二二八事件發生，當時中華民國政府判斷此事件主要是因為臺灣長期受日本統治與奴化教育才釀成，須盡快完全排除日本統治留下的「遺毒」，加強臺灣人的國家與民族意識，因此，文化政策由「去日本化」轉為更加積極的「中國化」，首任臺灣省主席魏道明乃於1948年設置臺灣省通志館，翌年，又仿中國內陸各省，改組為臺灣省文獻委員會。
修志的動機除了文化政策上的「中國化」，也隱含中國歷史上編書以籠絡遺老的習慣。透過修志，除了維護正統、鞏固政權之外，也急需切時的知識以因應施政的需要；此外，二二八事件後省通志館的設立，可網羅、安插知識份子進入政府內，由這些人來編寫臺灣史、纂修革命先烈傳，藉此攏絡臺籍知識份子。

### 成立臺灣省通志館
1948年1月10日，臺灣省參議員吳石仙上書臺灣省主席魏道明表示，希望設立一編史機構來處理臺灣尚未編有省志的問題，於是在1948年4月16日經第46次臺灣省政府委員會議後通過，24日公布「臺灣省通志館組織規程」，省政府主席魏道明授命林獻堂負責籌組臺灣省通志館，擇定臺北市仁愛路三段53號（現中廣公司辦事處）為館址，1948年6月1日臺灣省通志館成立，由林獻堂為首任館長；同年6月4日成立顧問委員會，聘任黃純青為顧問委員會主任委員，由顧問委員會協助臺灣省通志館進行修志計畫、研究，提供通志所需的各種資料，協助稿件之審議。

### 改組為臺灣省文獻委員會
臺灣省通志館考量到志書所需的文獻量龐大，1949年7月改為臺灣省文獻委員會，首任主任委員為林獻堂，購置臺北市延平南路111號的一棟三層洋樓為會址，任務除了修纂志書，也廣泛徵集、保管及編纂臺灣相關文獻資料。但在成立不久，9月林獻堂就以養病為名前往日本，主任委員先由副主任委員的黃純青負責。以修纂《臺灣省通史》為主要目標，在板橋林家的林熊祥擔任總編輯（1954年林熊祥升為主任委員，1960年辭職）期間，確立將臺灣歷史從中國元朝在澎湖設巡檢司以降的500年間，但因政治干預而志書完成時間被延後，直至1965年《臺灣省通史》才定稿。
1958年4月因省政府精簡組織，臺灣省文獻委員會由二級機關改為三級機關，隸屬民政廳，後改隸文化處，遲至1982年4月3日省政府才公布「臺灣省文獻委員會組織規程」，此時臺灣省文獻委員會才有單獨的組織規程。
1999年7月，因臺灣省政府業務功能與組織調整，臺灣省文獻委員會再度隸屬臺灣省政府；2002年1月1日，臺灣省文獻委員會因改隸於國史館，更名為「國史館臺灣文獻館」。 

## 文獻的保存
臺灣省文獻委員會保管的檔案文獻，大略分為：日本統治時期之檔案、戰後檔案，兩類。
1. 戰後檔案： 為歷年臺灣省政府等級之機關內屆滿保存年限擬進行銷毀之檔案，臺灣省文獻委員會會先採集、過濾後再保存。
2. 日本統治時期檔案： 主要為「臺灣總督府公文類纂」、「臺灣總督府專賣局公文類纂」、「臺灣拓殖株式會社文書」三大部分的檔案，其中，專賣局公文類纂分別於1956年及1993年7月自臺灣省菸酒公賣局接管；臺灣拓殖株式會社文書適於1959年10月自臺灣省政府秘書處接館；臺灣總督府公文類纂是1895年至1945年間臺灣總督府官房文書課負責整理保管之檔案。這些日本時代的檔案不僅數量龐大，甚至系列完整，為世界上唯一之原件孤本，能重現日本在臺統治的過程與各項政策的考量背景，研究價值極高。[5]

## 重要成果
臺灣省通誌館成立時，內部就設有編纂組，職掌：省志相關的計畫研究及編纂、本省各文獻專刊之編纂校對事項、其他有關編纂事項，以上三項。1949年改組為省文獻委員會，依舊有編纂組，職掌改為「擔任編纂省志及各種文獻專刊等事宜」，至1982年改為編輯組，職掌：掌理編纂、出版、史蹟研究及學術宣導等事項。在此工作安排下，較重要的出版品為：叢書、《臺灣文獻》、志書3項。

### 叢書
因省文獻委員會在成立之初，就以修志為最大要務，因此之後出版的各書籍為配合修志作業，且完全是提供學術界人士使用。這些臺灣叢書以珍本、善稿或從未刊行者為原則，其中包括：《裨海紀遊》、《恆春縣志》、《臺灣紀錄兩種》、《廷寄》、《光緒臺灣通志》、《臺灣縣志》、《臺灣地名手冊》等等；另有「學藝門」及「譯文本」，前者有《臺灣詩乘》等三種，後者有《日本帝國主義下之臺灣》等五種。

### 臺灣文獻
屬季刊，是戰後臺灣官方唯一研究臺灣為主題的季刊，在臺灣史研究低迷期間，成為臺灣史研究少數能刊登的平台。
創刊號稱「文獻」，第二號起稱「文獻專刊」，1955年改為「臺灣文獻」。從初期還具備館刊的性質，逐漸成為刊載專論為主的學術刊物，並且不限於對文獻史料的研究論文，隨著臺灣考古學與人類學的發展，本刊物也成為考古學領域的主要發表刊物之一。

### 志書

##### 《臺灣省通志稿》
為戰後臺灣首部纂修的省通志。於臺灣省文獻委員會副主任委員林熊祥擔任總纂時，確定了方志篇章架構。從卷首開始共十卷，分別為：卷首（凡例、大事紀等）、土地志、人民志、政事志、經濟志、教育志、學藝志、人物志、同冑志、革命志、光復志。因該志的章節與傳統方志有諸多差異，各卷的內容交由不同學門的專家自理。
該志書原本在1960年大致完成，但因需要送內政部審查，內政部希望將原本斷在1945年日本時代結束往後延長至當下（1961年），並增加戰後政府在臺的各項設施的描述，導致直到1965年才送印，且並未全部通過審查而無法公開發行，另以《增修臺灣省通志稿》打字油印方式處理其他內容。

##### 《臺灣省通志》
基於《臺灣省通志稿》60冊與《增修臺灣省通志稿》25冊間內容不連貫且整合不易，反變成兩套不完整的志稿，唯有重新改編才能讓志書有其效果，因此1966年張炳楠擔任省文獻委員會主任委員時，交由副主任委員李汝和、編纂組長王詩琅、編纂盛清沂等3人成立整修小組，重新編纂，些微增補《臺灣省通志稿》缺漏之處，並為了避開再次送審，內容更動不大，同樣撰寫至1961年為止。在1973年底《臺灣省通志》全部出版發行，為12卷、10志及78篇子目。

##### 《重修臺灣省通志》
根據內政部於1968年頒佈的「地方志書纂修辦法」，其中第三條規定省志20年纂修一次，因《臺灣省通志》時間斷限為1961年，又鑑於內容有訛誤之處。於是省文獻委員會發動第三次重新纂修省通志， 斷限則由史前時期至1981年止。1982年起進行，編纂至2001年3月《重修臺灣省通志》70冊才全部完成。

### 其他出版
早期由臺灣銀行經濟研究室出版的《臺灣文獻叢刊》，其出版時間跨度長達20多年，一般人搜羅上有難度，加上當時許多書刊都已絕版，難以取得，台灣省文獻委員會基於推廣、普及史料的立場，1995年7月展開整理、編輯、翻印《臺灣文獻叢刊》309種之作業，並搭配蒐羅之珍貴文獻一起出版。

## 官修志書角色
1950年代內外動亂初定之後，對於統治者而言，如何有效地統治臺灣，達到去日本化與中國化的改造，成為最為迫切的問題，因此臺灣省文獻委員會成為志書的初審機構，並從1951年開始鼓勵各地開始修志，1983年4月內政部公布新修訂的「地方志書纂修辦法」，規定各機關應編列纂修志書預算，確立臺灣省文獻委員會在官修志書中的領頭角色。